# Juliano Mineiro
Juliano Mineiro (sinh ngày 14 tháng 2 năm 1986) là một cầu thủ bóng đá người Brasil.

## Sự nghiệp câu lạc bộ
Juliano Mineiro đã từng chơi cho Kashiwa Reysol.